# Mackenzie Ziegler
Mackenzie Frances Ziegler, (4 juni 2004), ook wel bekend als Kenzie Ziegler, is een danseres, zangeres, model. Ze is vooral bekend van de Amerikaanse serie Dance Moms (2011-2016).
Zieglers muziekcarrière begon met haar album uit 2014, Mack Z. In 2018 bracht ze haar tweede album uit, Phases. Ze heeft zich aangesloten bij zanger Johnny Orlando tijdens gezamenlijke concertreizen in Noord-Amerika en Europa en heeft verschillende andere singles uitgebracht met Orlando en verschillende solo-releases. In 2017 en 2018 reisde Ziegler met haar zus Maddie in Australië en Nieuw-Zeeland op dansworkshops. Ze heeft ook onder andere gemodelleerd voor Polo Ralph Lauren.

## Discografie
- Mack Z (2014) (als Mack Z)
- Phases (2018)

## Filmografie en televisie
- Dance Moms (2011-2016), televisieserie
- Mack Z - It's a Girl Party (2014), videoclip
- Mack Z - Shine (2014), videoclip
- Todrick Hall - Freaks Like Me (2014), videoclip
- Mack Z - I Gotta Dance (2015), videoclip
- Johnny Orlando & Mackenzie Ziegler - Day & Night (2016), videoclip
- In the Jungle (2017), videoclip
- Monsters (aka Haters) (2017), videoclip
- Johnny Orlando & Mackenzie Ziegler - Closer (2017), videoclip
- Teamwork (2017), videoclip
- Perfect Holidays (2017), videoclip
- Breathe (2017), videoclip
- Johnny Orlando & Mackenzie Ziegler - I Like Me Better (2018), videoclip
- Johnny Orlando & Mackenzie Ziegler - What If (2018), videoclip
- Wonderful (2018), videoclip
- Holiday Spectacular (2018)
- Total Eclipse (2018-2020), televisieserie
- Let Us In (2021), film

- Library of Congress Control Number: n2018021564
- MusicBrainz: 35104f90-c30e-4f4a-9a3b-2f7f2fa5a7fc
- Virtual International Authority File: 2150152503002810800007
- WorldCat: E39PBJkp8WpTYvvMrg8JJY6R8C